# Vladimir Viktorovič Vasil'ev
Vladimir Viktorovič Vasil'ev (in russo Владимир Викторович Васильев?; Mosca, 18 aprile 1940) è un ballerino e coreografo russo.

## Biografia
Ha studiato alla scuola del Teatro Bol'šoj di Mosca dove ha ottenuto il diploma nel 1958; primo ballerino dal 1958 al 1988 di danza classica, in breve tempo ha raggiunto la celebrità internazionale. Dotato di uno straordinario virtuosismo e grande tecnica, ha operato a lungo anche come coreografo prima di dirigere il Teatro Bol'šoj di Mosca.
Famosa la carriera internazionale con la moglie Ekaterina Maksimova. 
Nel 1978 Maurice Béjart ha creato per lui una nuova coreografia per il balletto Petruška di Igor' Fëdorovič Stravinskij.
A differenza di altri grandi ballerini sovietici come Rudol'f Nureev e Michail Baryšnikov, Vasil'ev non ha mai rotto con l'Unione Sovietica.